# Auferstehungskirche (Wiener Neustadt)

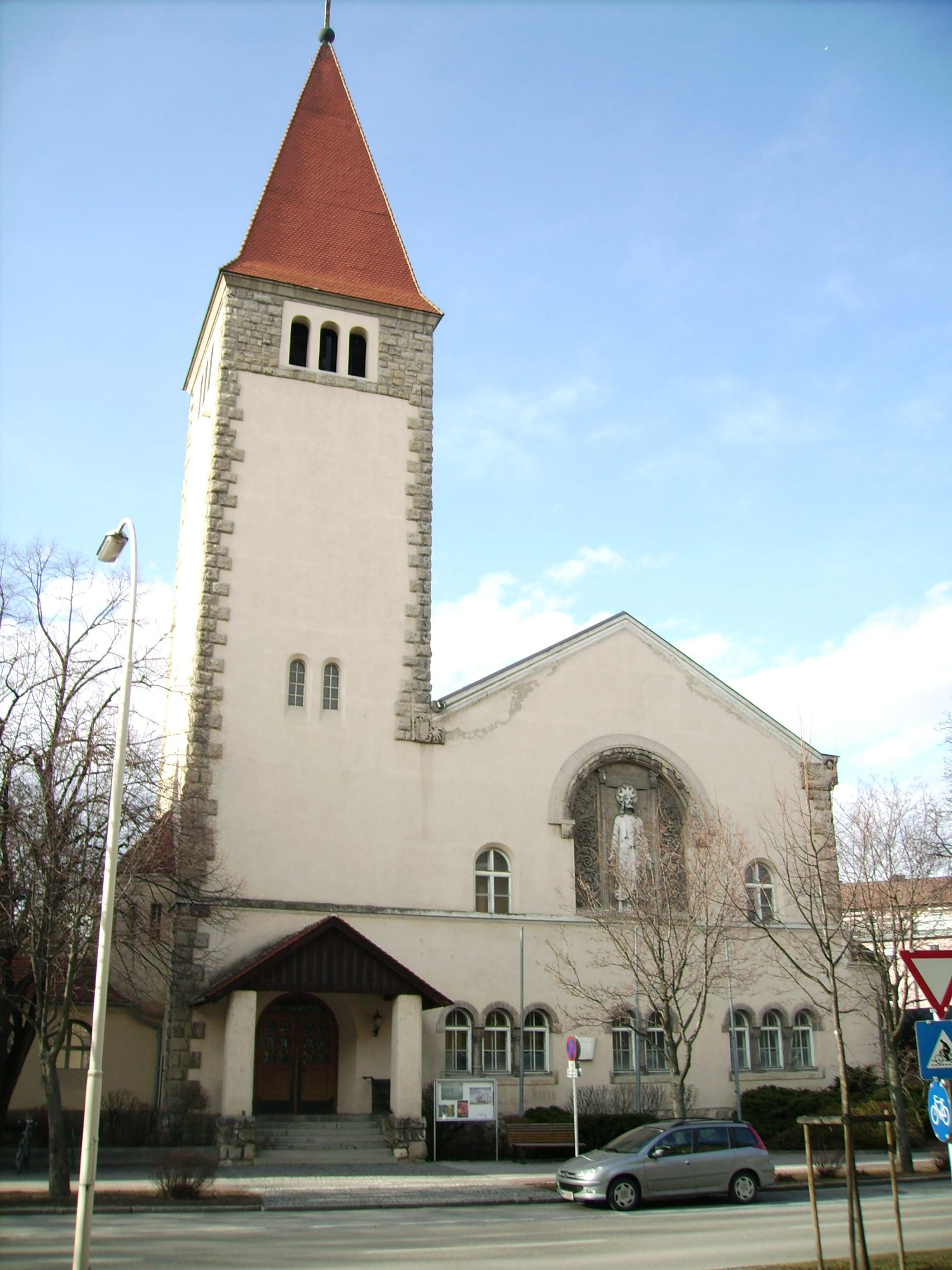
Evangelische Auferstehungskirche in Wiener Neustadt

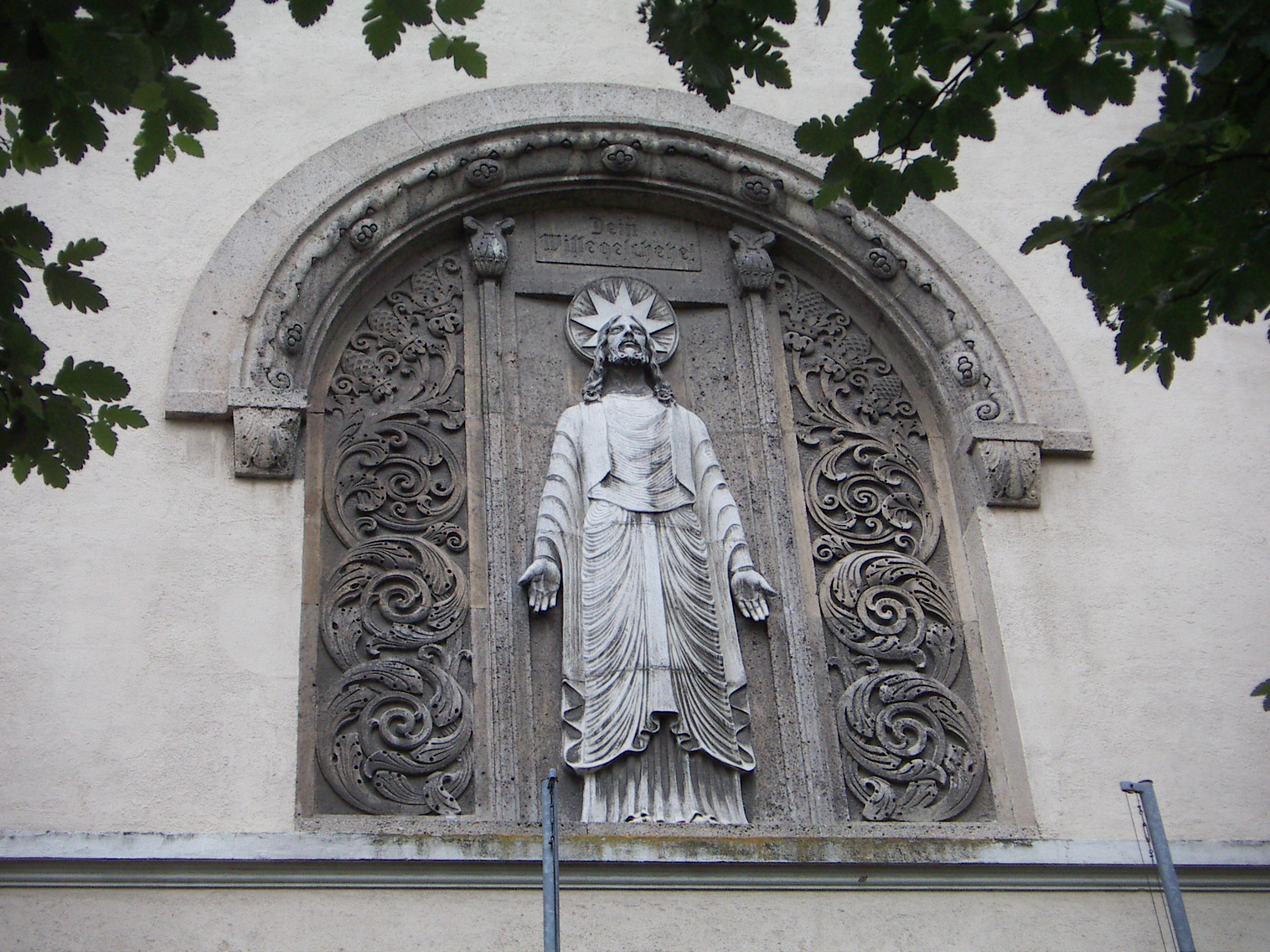
Christusrelief der Fassade

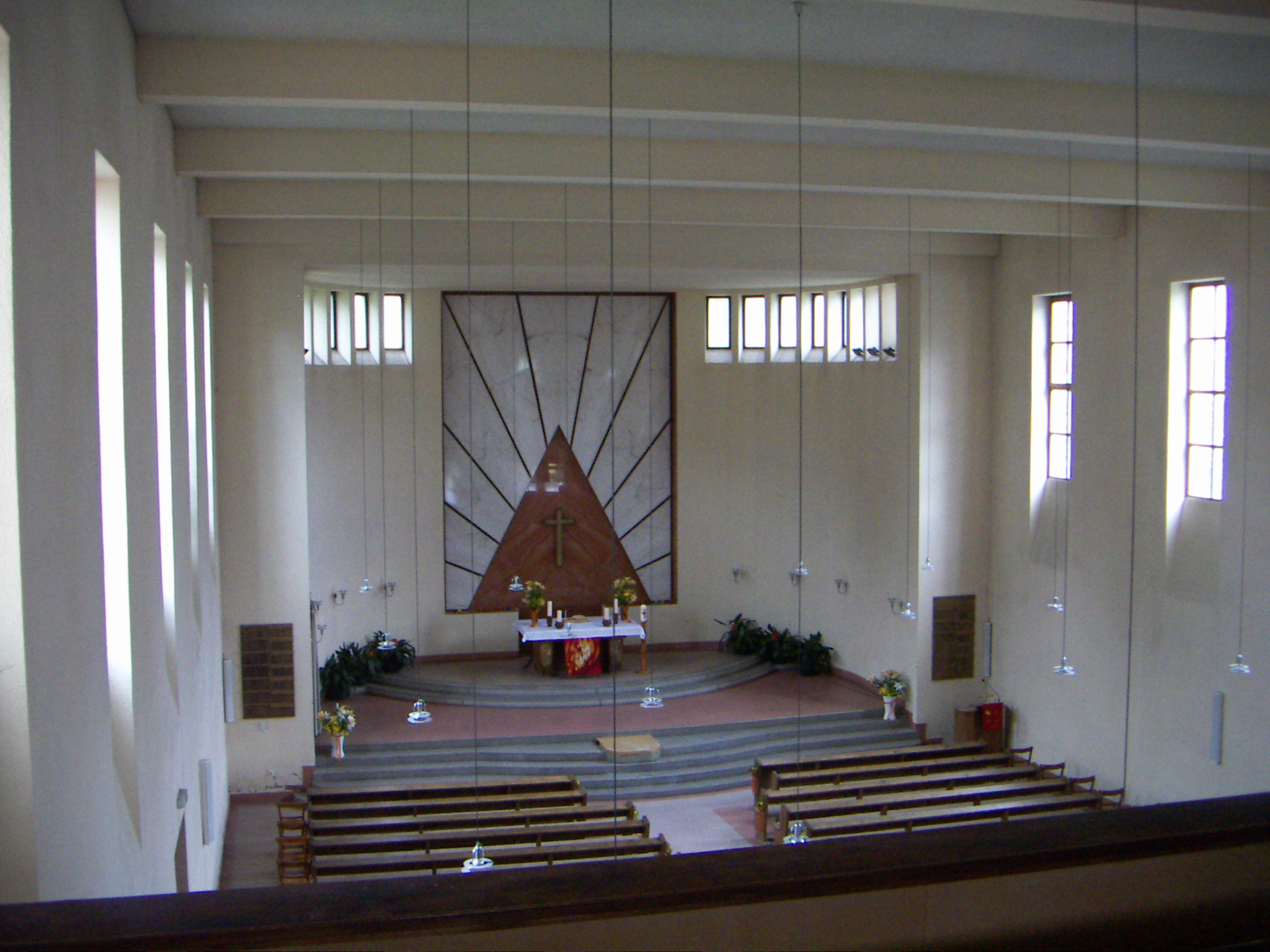
Innenraum

Die Auferstehungskirche ist ein evangelisch-lutherisches Kirchengebäude in Wiener Neustadt am Ferdinand-Porsche-Ring 4. Sie gehört der Evangelischen Superintendentur A. B. Niederösterreich an.

## Geschichte
Ab 1787 wurde im Karmelitenkloster durch Christoph Andrä und Carl Friedrich Bräunlich eine Seiden- und Samtbänderfabrik eingerichtet, woraufhin die ehemalige Karmeliterkirche als Bethaus für die evangelischen Fabriksarbeiter genutzt wurde. Beim Stadtbrand Wiener Neustadt (1834) wurde das Gebäude am Allerheiligenplatz 1 zerstört und vom Eisenhändler Christoph von Habermayer 1835 als Evangelisches Bethaus wiederaufgebaut. Der erste Gottesdienst fand am 28. Mai 1837 mit Superintendent Christian Heyser aus Wien statt. Im Zuge der Errichtung der Auferstehungskirche wurde das Bethaus 1909 aus der Nutzung genommen. Die Auferstehungskirche wurde 1945 durch Fliegerbomben schwer zerstört und bis 1955 wiederaufgebaut. Der Turmhelm wurde erst im Jahre 1981 wiederhergestellt. Im Jubiläumsjahr 1986 wurde die Kirche – auch in Erinnerung an der Wiederaufbau – als Auferstehungskirche benannt.

## Kirche
Die Kirche wurde in den Jahren 1910 bis 1911 nach den Plänen der Architekten Siegfried Theiss und Hans Jaksch als ungegliederter Baukörper mit seitlich gesetztem monumentalem Turmbau in der konservativ-modernen Formensprache der Heimatschutzarchitektur errichtet. Die Kirchenfassade ziert ein von romanischer Skulptur beeinflusstes Relief mit erhabener Christusfigur „Dein Wille geschehe“ der Bildhauer Jung und Ruß. Der nach Wiederaufbau nüchterne Kirchenraum ist als offener Saalraum mit Betonbalkendecke und weiter Apsis gestaltet.
Von 1956 bis 1958 wurde die neue Orgel vom Orgelbauer Johann M. Kauffmann aus Wien gebaut. Sie hat 18 Register auf zwei Manualen und Pedal und elektropneumatische Trakturen. Seit 1986 wird der Kirchturm für Kunstausstellungen als Turmgalerie genutzt.
Im Turm hängt ein klangvolles Geläute aus drei Glocken der Glockengießerei Pfundner aus dem Jahr 1962.